# Hong Tajdži
Hong Tajdži, včasih tudi  ali Huang Tajdži, s tempeljskim imenom Tajdzong, je bil  od leta 1626 do 1636 drugi kan dinastije Kasnejši Džin in od leta 1636 do 1643 prvi cesar dinastije Čing, * 28. november 1592, † 21. september 1643. 
Hong Tajdži je utrdil imperij, ki ga je ustanovil njegov oče Nurhaci, in postavil temelje za osvojitev dinastije Ming, vendar je umrl, preden je bilo to doseženo. Odgovoren je bil tudi za preimenovanje Džurčenov v Mandžure leta 1635 in spremembo imena svoje dinastije iz Veliki Džin v Veliki Čing leta 1636. Dinastija Čing je vladala do leta 1912. 

## Utrditev oblasti
Hong Tajdži je bil Nurhacijev osmi sin in od leta 1626 njegov naslednik kot drugi kan Kasnejšega Džina. Zanj se je govorilo, da je bil vpleten v samomor gospe Abahaj, matere princa Dorgona, da bi preprečil nasledstvo svojega mlajšega brata.  Ob koncu Nurhacijeve vladavine sta Hong Tajžiju pripadala oba Bela prapora, ki ju je po smrti gospe Abahaj zamenjal za oba Rumena prapora, ki sta spadala na najvišjo raven in imela največjo moč. Zatem se je počasi znebil vseh konkurentov in od svojega brata Manggultaja prejel še navadni Modri prapor, tretji najmočnejši od Osmih praporov. Ti trije prapori so bili uradno najvišje rangirani prapori v zgodnji dinastiji Čing. 

## Politika do drugih etničnih skupnosti
Med svojo vladavino je začel za svoje uradnike novačiti in nato asimilirati kitajske Hane.
Da bi spodbudila soitje med obema etničnima skupinama sta princ Joto in Hong Tajdži sta leta 1632 organizirala množično poroko kitajskih častnikov in uradnikov z mandžurskimi nevestami, na kateri se je poročilo okoli tisoč parov.
Po podreditvi Mongolov je v Notranji Mongoliji vzpostavil svojo posredno oblast, predhodnico mongolskega Jamena (monggo jurgan). Vladni urad je leta 1638 preimenoval v Lifanjuan.

## Širjenje države
Kot kan je nadaljeval širitev ozemlja Kasnejšega Džina, prodrl globoko na Mongolsko planoto in napadel dinastiji Joseon in Ming. Bil je izvrsten vojskovodja in razvil učinkovit sistem vojaško-civilne uprave, znan kot Osem praporov ali sistem praporov. Sistem je bil zelo primeren za vključevanje različnih ljudstev, predvsem Hanov in Mongolov, ki so bili po svojih porazih vključeni v mandžursko državo. 
Kot cesar se je v javnosti kazal kot pokrovitelj tibetanskega budizma, ki ga je osebno preziral, ker je "uničeval mongolsko identiteto". Rekel naj bi, da "mongolski knezi opuščajo mongolski jezik, njihova imena pa posnemajo imena lam". Mandžuri, tudi Hong Tajdži, osebno niso verjeli v tibetanski budizem in le malo jih je verjelo v pretvorbo. Hong Tajdži je  nekatere tibetanske budistične lame opisal kot "nepoboljšljive" in "lažnivce",  a je kljub temu podpiral budizem, da bi ohranil podporo Tibetancev in Mongolov.
Osvajanja je začel  z napadom na Mingovega zaveznika na Korejskem polotoku februarja 1627, ko so njegove sile prečkale zamrznjeno reko Jalu. Leto kasneje je poskušal vdreti v dinastijo Ming, vendar ga je premagal Juan Čongčuan s svojim sodobnim topništvom. Hong Tajdži je bil navdušen nad topništvom in je v  naslednjih petih letih  vsa razpoložljiva sredstva  vložil prav v topništvo in urjenje topničarjev. Dinastija Ming je še vedno imela več topov kot on, vendar so bili oboji topovi enakih moči, on pa je imel tudi najmočnejšo konjenico v Aziji. V tem času je večkrat poskusno napadel Kitajsko in nato leta 1632 in 1634 Šanši.
Leta 1636 je napadel korejsko kraljestvo Joseon, ki ni priznalo njegovega cesarskega položaja in zavrnilo pomoč pri njegovih operacijah proti Mingu. Ko se je dinastija Joseon leta 1637 predala, je  Hong Tajdžiju uspelo doseči, da je prekinila odnose z dinastijo Ming in se mu podredila kot tributarna država. V tem obdobju je Hong Tajdži v treh zmagovitih vojnah osvojil tudi Notranjo Mongolijo. Od leta 1636 do 1644 je poslal štiri velike odprave v Amursko regijo in leta 1640 končal osvajanje Evenkov. Do leta 1644 je bila celotna regija pod njegovim nadzorom.
Huang Tajdži je sprva poskušal skleniti sporazum z dinastijo Ming: če bi bil Ming pripravljen finančno podpreti mandžursko gospodarstvo, bi Čing prenehal napadati Ming in se priznal kot država, eno raven nižja od dinastije Ming. Dinastija Ming zaradi izkušenj iz preteklosti ponudbe ni sprejela. Zavrnitev je sprožila mandžurski napad na dinastijo Ming.

## Vlada
Ob  Hong Tajdžijevem prihodu na oblast so glavnino njegove vojske sestavljale mongolske in mandžurske čete. Do leta 1636 je ustanovil prvo od kasneje številnih kitajskih hanskih enot. Po osvojitvi Minga je imela njegova vojska 278 mandžurskih, 120 mongolskih in 165 hanskih čet. Do njegove smrti je število hanskih vojakov preseglo število mandžurskih. Hong Tajdži se je zavedal, da jih je treba obvladovati in je začel Hane vključevati tudi v vlado. Njegov  posvetovalni svet, ki je načrtoval vladno politiko, je bil še vedno sestavljen izključno iz Mandžurov, v ministrstvih, cenzuri in drugih uradih pa ni bilo tako. Tri nižja ministrstva so vodili mandžurski princi, ki so imeli po štiri predsednike: dva Mandžura, Mongola in Hana. Sistem se je obdržaj kar dolgo, čeprav so se podrobnosti skozi čas spreminjale.

## Preimenovanje Džurčenov
Leta 1635 je Hong Tajdži spremenil ime svojega ljudstva iz Džurčen (mandžursko ,   džušen) v Mandžur (mandžursko , mandžu). Prvotni pomen besede mandžu ni znan, zato razlogi za njeno uvedbo ostajajo nejasni. Obstaja veliko teorij o razlogih za izbiro tega  imena. Dve najpogostejši navajata, da je ime zveni  podobno kot mandžurska beseda, ki pomeni "pogumen", lahko pa bila povezana z budizmom.   

## Status Osmih praporov
Preden je Hong Tajdži postal cesar, je nadziral oba Bela prapora. Po Nurhacijevi smrti je oba prapora takoj zamenjal z dvema Rumenima praporoma, ki sta ju nadzirala princ Dorgon in njegov brat. Kasneje je pridobil še navadni Modri prapor in imel v domeni tri najboljše prapore v cesarstvu. Ob koncu svoje vladavine je Hong Tajdži oba Rumena prapora dal svojemu najstarejšemu sinu Hoogeju. Drugi Nurhacijev sin in njegov sin sta nadzorovala oba Rdeča prapora. Bela prapora sta nadzirala  Dorgon in njegova dva brata, Obrobljeni modri prapor pa Šurhacijev sin Džirgalang.

## Smrt in nasledstvo
Hong Tajdži je umrl 21. septembra 1643, ravno ko se je Čing pripravljal na napad na prelaz Šanhaj, zadnjo utrdbo Minga, ki je varovala dostop do Severnokitajske nižine. Ker je umrl brez imenovanega naslednika, se je cesarstvo Čing soočilo z nasledstveno krizo. Posvetovalni svet princev in ministrov je razpravljal o tem, ali prestol podeliti Hong Tajdžijevemu polbratu Dorgonu, dokazanemu vojskovodju, ali Hong Tajdžijevemu najstarejšemu sinu Hoogeju. Kot kompromis je bil izbran Hong Tajdžijev petletni deveti sin Fulin, medtem ko sta Dorgon in  Nurhacijev nečak Džirgalang postala princa regenta. Fulin je bil uradno okronan za cesarja dinastije Čing 8. oktobra 1643. Določeno je bilo tudi njegovo vladarsko ime Šundži.
Nekaj mesecev kasneje so vojske Činga pod vodstvom Dorgona zavzele Peking in mladi cesar Šundži je postal prvi cesar dinastije Čing, ki je vladal iz te nove prestolnice. Za to, da je Čingu uspelo osvojiti Kitajsko in vzpostaviti sodobno državno upravo, je v veliki meri zaslužen prav Hong Tajdži. Pokopan je bil v mavzoleju Džaoling v severnem Šengjangu. 

## Zapuščina
Hong Tajdži je bil sposoben vladar in talentiran vojskovodja, primerljiv z  najboljšima kitajskima vladarjema Jonglejem iz dinastije Ming in Tajdzongom iz dinastije Tang. Po mnenju zgodovinarja Džin Jonga je imel  široke in modre poglede cesarja Čin Ši Huanga, cesarja Gaozdzuja iz Hana, cesarja Guangvuja iz Hana, cesarja Vena iz Suija, cesarja Tajdzonga iz Tanga, cesarja Tajdzuja iz Songa, Kublajkana, cesarja Hongvuja in cesarja Jongleja. Njegove politične sposobnosti so primerjali le z Džingiskanovimi, Tajdzongovimi in Guangvujevimi. Nekateri zgodovinarji ga v tem smislu štejejo za pravega prvega cesarja dinastije Čing. Nekateri zgodovinarji domnevajo, da je bil  na splošno podcenjen in spregledan kot veliki cesar, ker je bil Mandžur.

## Predniki
|  |                                |  |  |  |  |  |  |  |  |  |  |  |  |  |  |  |
|  | Fuman                          |  |  |  |  |  |  |  |  |  |  |  |  |  |  |  |
|  |                                |  |  |  |  |  |  |  |  |  |  |  |  |  |  |  |
|  |                                |  |  |  |  |  |  |  |  |  |  |  |  |  |  |  |
|  | Gjocangga (1526–1583)          |  |  |  |  |  |  |  |  |  |  |  |  |  |  |  |
|  |                                |  |  |  |  |  |  |  |  |  |  |  |  |  |  |  |
|  |                                |  |  |  |  |  |  |  |  |  |  |  |  |  |  |  |
|  | cesarica Dži                   |  |  |  |  |  |  |  |  |  |  |  |  |  |  |  |
|  |                                |  |  |  |  |  |  |  |  |  |  |  |  |  |  |  |
|  |                                |  |  |  |  |  |  |  |  |  |  |  |  |  |  |  |
|  | Taksi (1543–1583)              |  |  |  |  |  |  |  |  |  |  |  |  |  |  |  |
|  |                                |  |  |  |  |  |  |  |  |  |  |  |  |  |  |  |
|  |                                |  |  |  |  |  |  |  |  |  |  |  |  |  |  |  |
|  | cesarica Ji                    |  |  |  |  |  |  |  |  |  |  |  |  |  |  |  |
|  |                                |  |  |  |  |  |  |  |  |  |  |  |  |  |  |  |
|  |                                |  |  |  |  |  |  |  |  |  |  |  |  |  |  |  |
|  | Nurhaci (1559–1626)            |  |  |  |  |  |  |  |  |  |  |  |  |  |  |  |
|  |                                |  |  |  |  |  |  |  |  |  |  |  |  |  |  |  |
|  |                                |  |  |  |  |  |  |  |  |  |  |  |  |  |  |  |
|  | Canča                          |  |  |  |  |  |  |  |  |  |  |  |  |  |  |  |
|  |                                |  |  |  |  |  |  |  |  |  |  |  |  |  |  |  |
|  |                                |  |  |  |  |  |  |  |  |  |  |  |  |  |  |  |
|  | Agu                            |  |  |  |  |  |  |  |  |  |  |  |  |  |  |  |
|  |                                |  |  |  |  |  |  |  |  |  |  |  |  |  |  |  |
|  |                                |  |  |  |  |  |  |  |  |  |  |  |  |  |  |  |
|  | cesarica Šuan (u. 1569)        |  |  |  |  |  |  |  |  |  |  |  |  |  |  |  |
|  |                                |  |  |  |  |  |  |  |  |  |  |  |  |  |  |  |
|  |                                |  |  |  |  |  |  |  |  |  |  |  |  |  |  |  |
|  | Hong Tajdži (1592–1643)        |  |  |  |  |  |  |  |  |  |  |  |  |  |  |  |
|  |                                |  |  |  |  |  |  |  |  |  |  |  |  |  |  |  |
|  |                                |  |  |  |  |  |  |  |  |  |  |  |  |  |  |  |
|  | Jukungge                       |  |  |  |  |  |  |  |  |  |  |  |  |  |  |  |
|  |                                |  |  |  |  |  |  |  |  |  |  |  |  |  |  |  |
|  |                                |  |  |  |  |  |  |  |  |  |  |  |  |  |  |  |
|  | Tajcu                          |  |  |  |  |  |  |  |  |  |  |  |  |  |  |  |
|  |                                |  |  |  |  |  |  |  |  |  |  |  |  |  |  |  |
|  |                                |  |  |  |  |  |  |  |  |  |  |  |  |  |  |  |
|  | Jangginu (u. 1584)             |  |  |  |  |  |  |  |  |  |  |  |  |  |  |  |
|  |                                |  |  |  |  |  |  |  |  |  |  |  |  |  |  |  |
|  |                                |  |  |  |  |  |  |  |  |  |  |  |  |  |  |  |
|  | cesarica Šjaocigao (1575–1603) |  |  |  |  |  |  |  |  |  |  |  |  |  |  |  |
|  |                                |  |  |  |  |  |  |  |  |  |  |  |  |  |  |  |
|  |                                |  |  |  |  |  |  |  |  |  |  |  |  |  |  |  |

## Citirani viri
- Crossley, Pamela Kyle (1999), A Translucent Mirror: History and Identity in Qing Imperial Ideology, Berkeley and Los Angeles: University of California Press, ISBN 0-520-21566-4
- Dennerline, Jerry (2002). »The Shun-chih Reign«.  V Peterson, Willard J. (ur.). Cambridge History of China, Vol. 9, Part 1: The Ch'ing Dynasty to 1800. Cambridge: Cambridge University Pressv. str. 73–119. ISBN 0-521-24334-3.
- Dupuy, R. Ernest; Dupuy, Trevor N. (1986). The Encyclopedia of Military History from 3500 B.C. to the Present (2nd Revised izd.). New York, NY: Harper & Row, Publishers. ISBN 0-06-181235-8.
- Hummel, Arthur W. Sr., ur. (1943). »Fu-lin« . Eminent Chinese of the Ch'ing Period. United States Government Printing Office. str. 255–259.
- Elliott, Mark C. (2001), The Manchu Way: The Eight Banners and Ethnic Identity in Late Imperial China, Stanford: Stanford University Press, ISBN 0-8047-4684-2
- Gong, Baoli 宫宝利, ur. (2010). Shunzhi shidian 顺治事典 ["Events of the Shunzhi reign"] (v kitajščini). Beijing: Zijincheng chubanshe 紫禁城出版社 Forbidden City Press. ISBN 978-7-5134-0018-3.
- Grupper, Samuel M. (1984). »Manchu Patronage and Tibetan Buddhism During the First Half of the Ch'ing Dynasty« (PDF). The Journal of the Tibet Society (4): 47–75. Arhivirano iz prvotnega spletišča (PDF) dne Marca 3, 2016.
- Miyawaki, Junko (1999). »The Legitimacy of Khanship among the Oyirad (Kalmyk) Tribes in Relation to the Chinggisid Principle«.  V Reuven Amitai-Preiss; David O. Morgan (ur.). The Mongol Empire and its Legacy. Leiden: Brill. str. 319–31. ISBN 90-04-11946-9.
- Oxnam, Robert B. (1975). Ruling from Horseback: Manchu Politics in the Oboi Regency, 1661–1669. Chicago and London: University of Chicago Press. ISBN 0-226-64244-5.
- Pang, Tatiana A.; Giovanni Stary (1998). New Light on Manchu Historiography and Literature: The Discovery of Three Documents in Old Manchu Script. Wiesbaden: Harrassowitz Verlag. ISBN 3-447-04056-4.
- Rawski, Evelyn S. (1991). »Ch'ing Imperial Marriage and Problems of Rulership«.  V Watson, Rubie S.; Ebrey, Patricia Buckley (ur.). Marriage and Inequality in Chinese Society. Berkeley: University of California Press. str. 170–203. ISBN 0-520-06930-7.
- ——— (1998). The Last Emperors: A Social History of Qing Imperial Institutions. Berkeley: University of California Press. ISBN 0-520-22837-5.
- Roth Li, Gertrude (2002). »State Building before 1644«.  V Willard J. Peterson (ur.). Cambridge History of China, Vol. 9, Part 1: The Ch'ing Dynasty to 1800. Cambridge: Cambridge University Press. str. 9–72. ISBN 0-521-24334-3.
- Schirokauer, Conrad (1978). A Brief History of Chinese and Japanese Civilizations. New York, NY: Harcourt Brace Jovanovich. ISBN 0-15-505570-4.
- Stary, Giovanni (1984). (zahtevana naročnina). »The Manchu Emperor "Abahai": Analysis of an Historiographic Mistake«. Central Asiatic Journal. 28 (3–4): 296–299. JSTOR 41927447.
- Wakeman, Frederic Jr. (1985). The Great Enterprise: The Manchu Reconstruction of Imperial Order in Seventeenth-Century China. Berkeley and Los Angeles: University of California Press. ISBN 0-520-04804-0.
- Wilkinson, Endymion (2012). Chinese History: A New Manual. Cambridge, MA: Harvard University Asia Center. ISBN 978-0-674-06715-8.
- Zhao, Erxun 趙爾巽;  in sod. (1927). Qingshi gao 清史稿 [Draft History of Qing]. Citing from 1976–77 edition by Beijing: Zhonghua shuju, in 48 volumes with continuous pagination.

| Hong Tajdži Hiša Aisin-GioroRojen: 28. november 1592 Umrl: 21. september 1643 |                                |                                                     |
| Vladarski nazivi                                                              |                                |                                                     |
| Predhodnik: Nurhaci                                                           | Kan Kasnejšega Džina 1626–1636 | nihče leta 1636 je bila ustanovljena dinastija Čing |
| Nov naziv Dinastija Čing je bila ustanovljena leta 1636                       | Cesar dinastije Čing 1636–1643 | Naslednik: Šundži                                   |